# Альберт Бірштадт
Альберт Бірштадт (нім. Albert Bierstadt; 7 січня 1830, Золінген — 18 лютого 1902, Нью-Йорк) — один з найвідоміших американських пейзажистів XIX століття, представник Дюссельдорфської художньої школи і Школи річки Гудзон. Як прихильник неоромантизму, зображував на своїх полотнах Дикий Захід та індіанців.

## Життєпис
Народився у Золігені, Німеччина, а через рік його родина переїхала до США. Художник багато мандрував Європою, особливо по Італії. Відомо багато малюнків Альп. У 1859 році взяв участь в геодезичних вимірах у складі експедиції Інженерного корпусу армії США, вперше відвідав Скелясті гори. Під час експедиції виконав безліч малюнків і дагеротипів, які пізніше використав як заготівки для своїх пейзажів. У пейзажах Бірштадт вміло використовував ефект гри світла і тіні.
В 1863 році, разом з політиком Вільямом Байєрсом (англ. William Byers), став першим підкорювачем гори в Колорадо висотою 4348 метрів, котрій дав ім'я Розалі на честь дружини журналіста і письменника Фітца Г'ю Ладлоу, яка після ранньої смерті чоловіка стала дружиною Бірштадта. В 1895 році назву Розалі було змінено на Еванс. В тому 1863 році вперше підкорив сусідню гору дещо меншої висоти: вона дотепер носить його ім'я — Бірштадт.
Художник здобув велику популярність, одну з його картин було продано за 25000 доларів. Однак, пізніше він втратив своє реноме, оскільки почав виготовляти низькоякісні копії своїх відомих робіт.

## Галерея

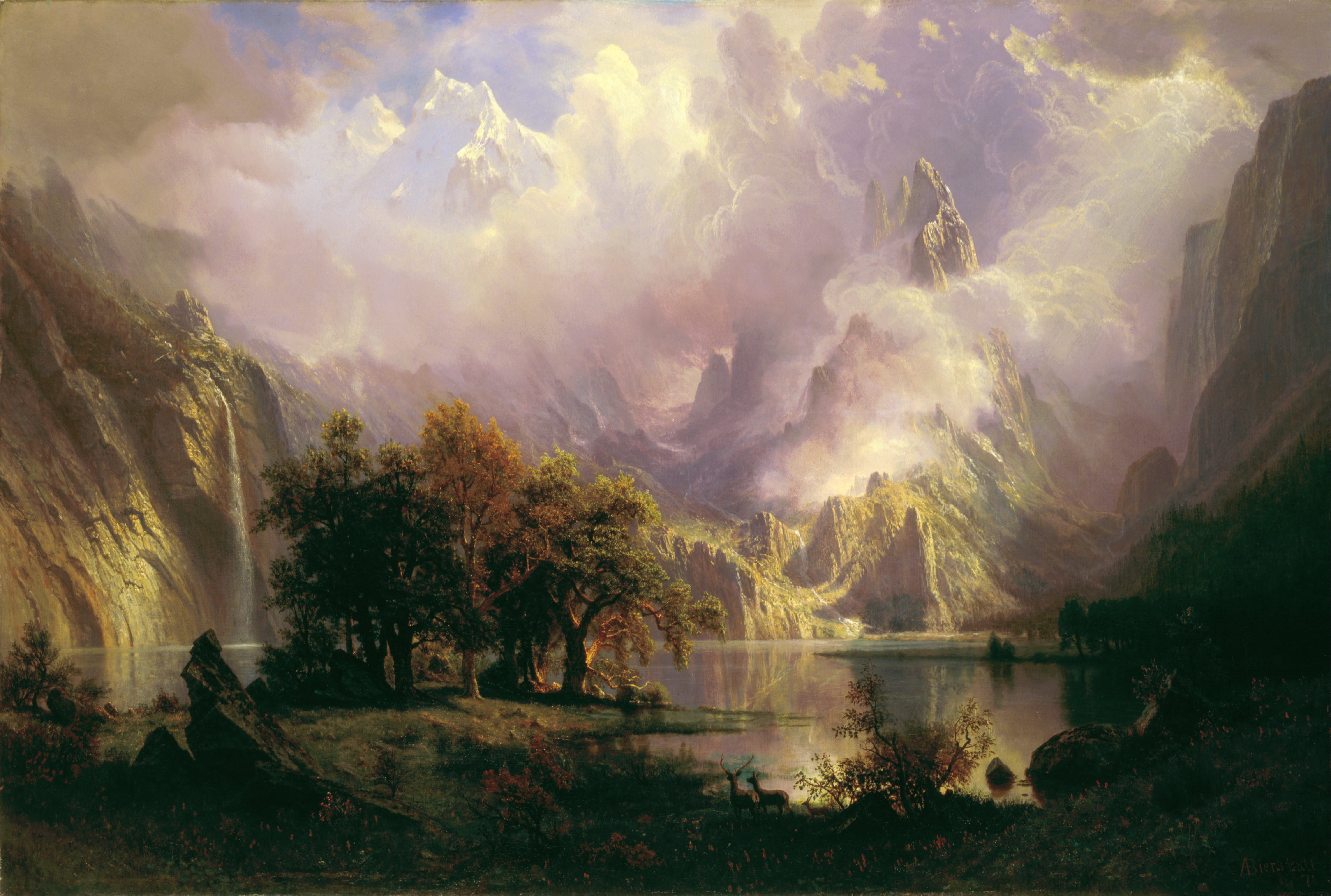
Пейзаж Скелястих гір (1870), перебуває у Білому домі
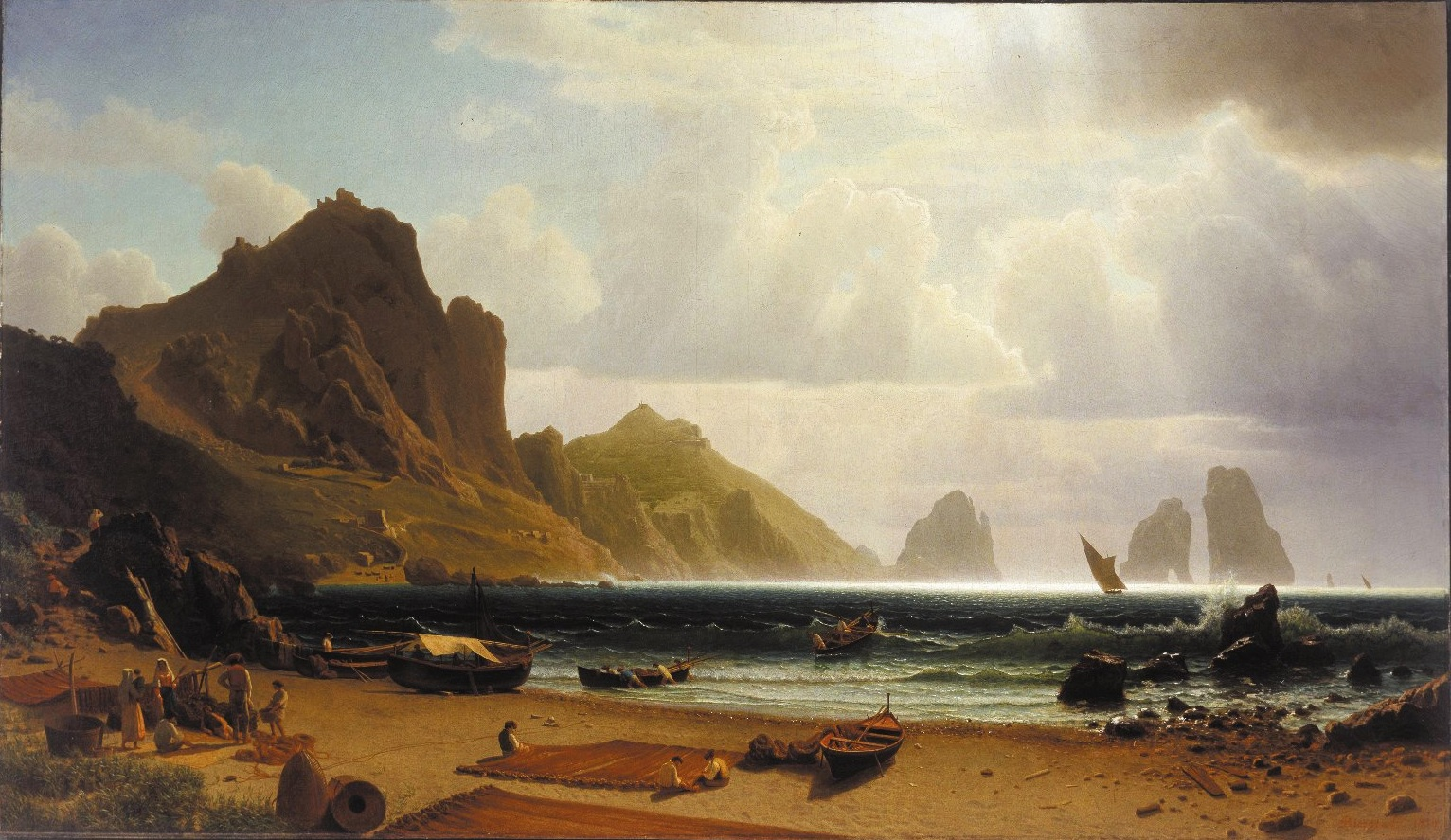
Мала марина, Капрі (1859)
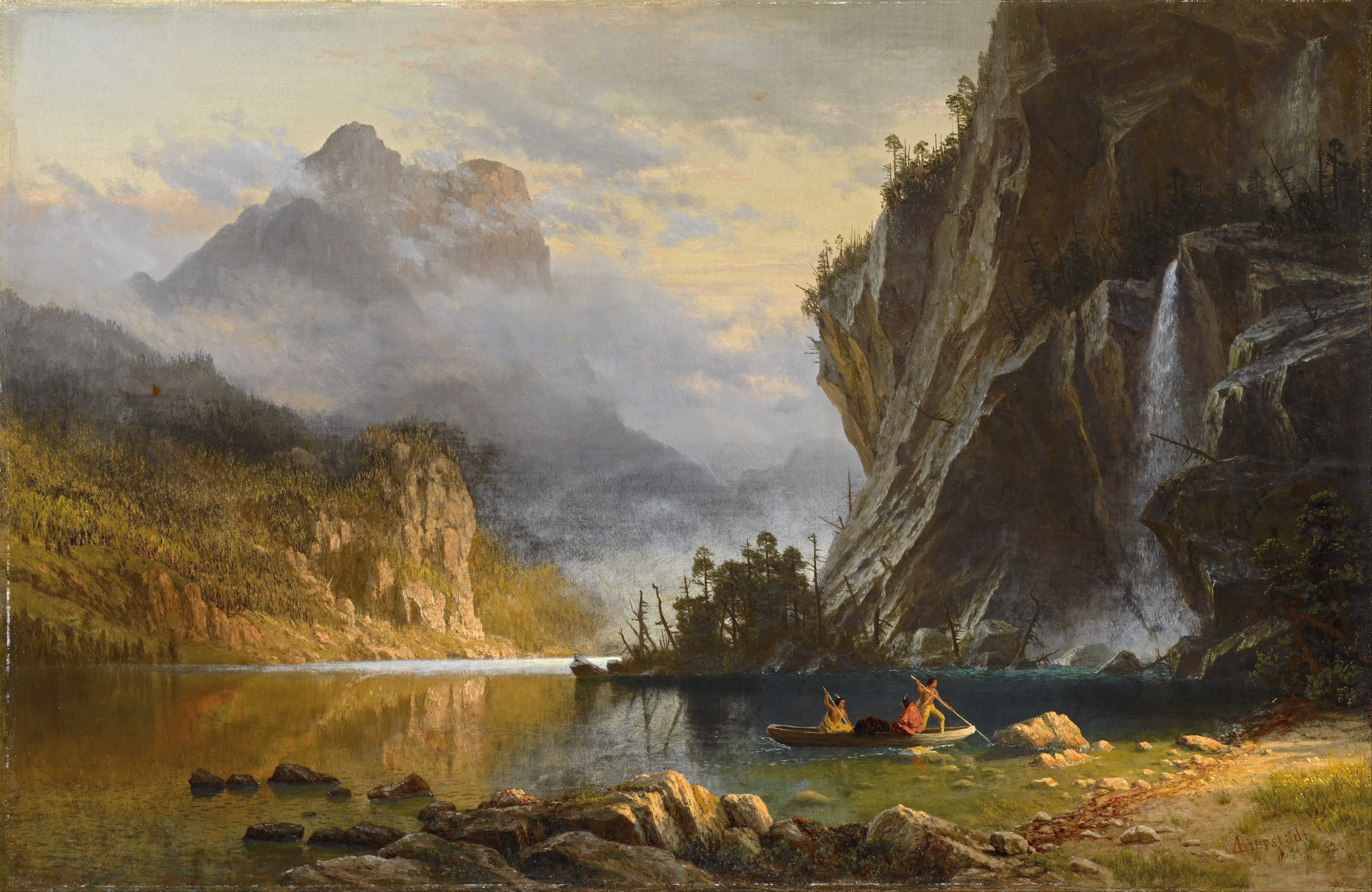
Індіанська риболовля (1862)
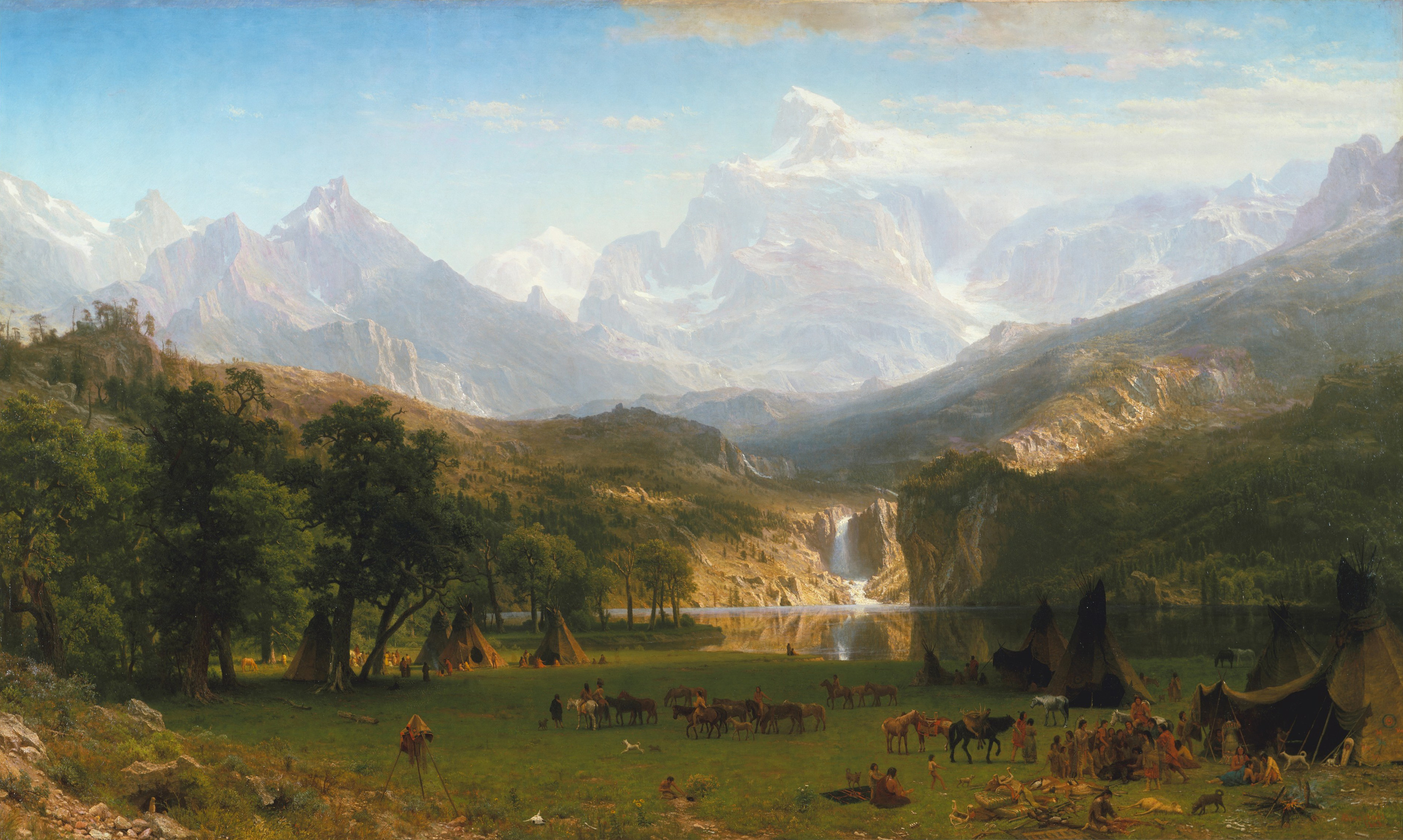
Скелясті гори, пік Ландера (1863)
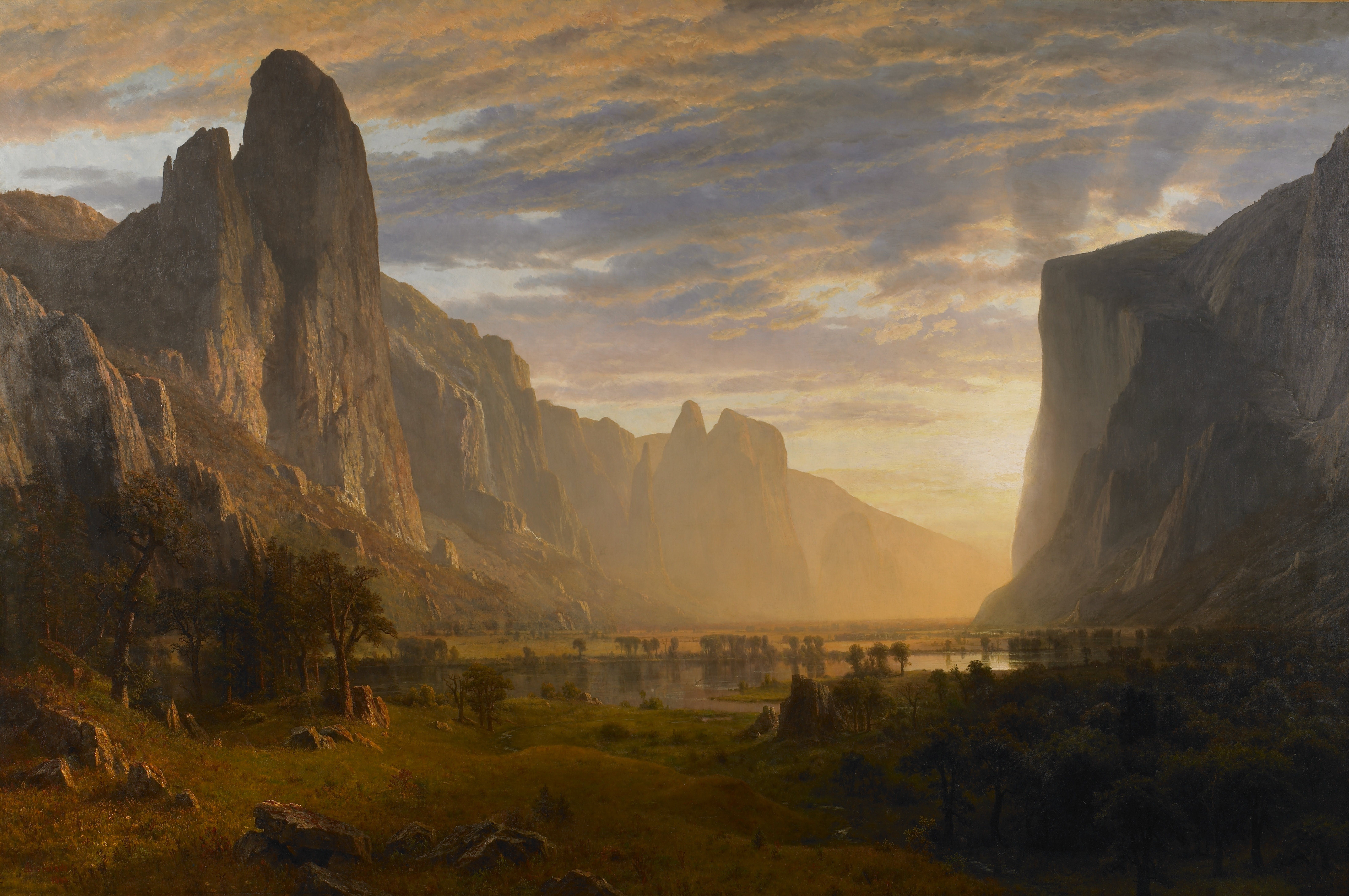
Долина Йосеміті (1865)
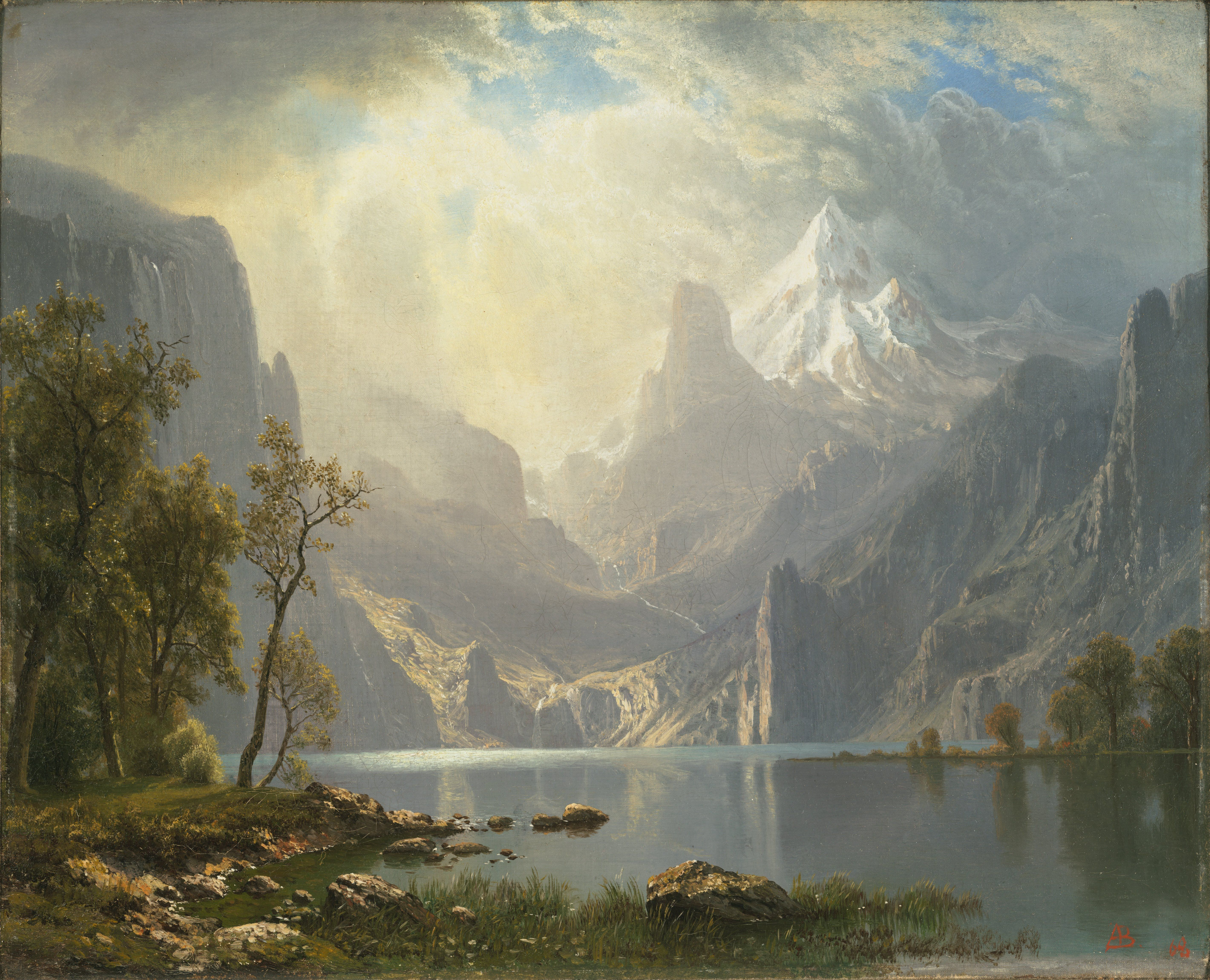
Озеро Таго (1868)
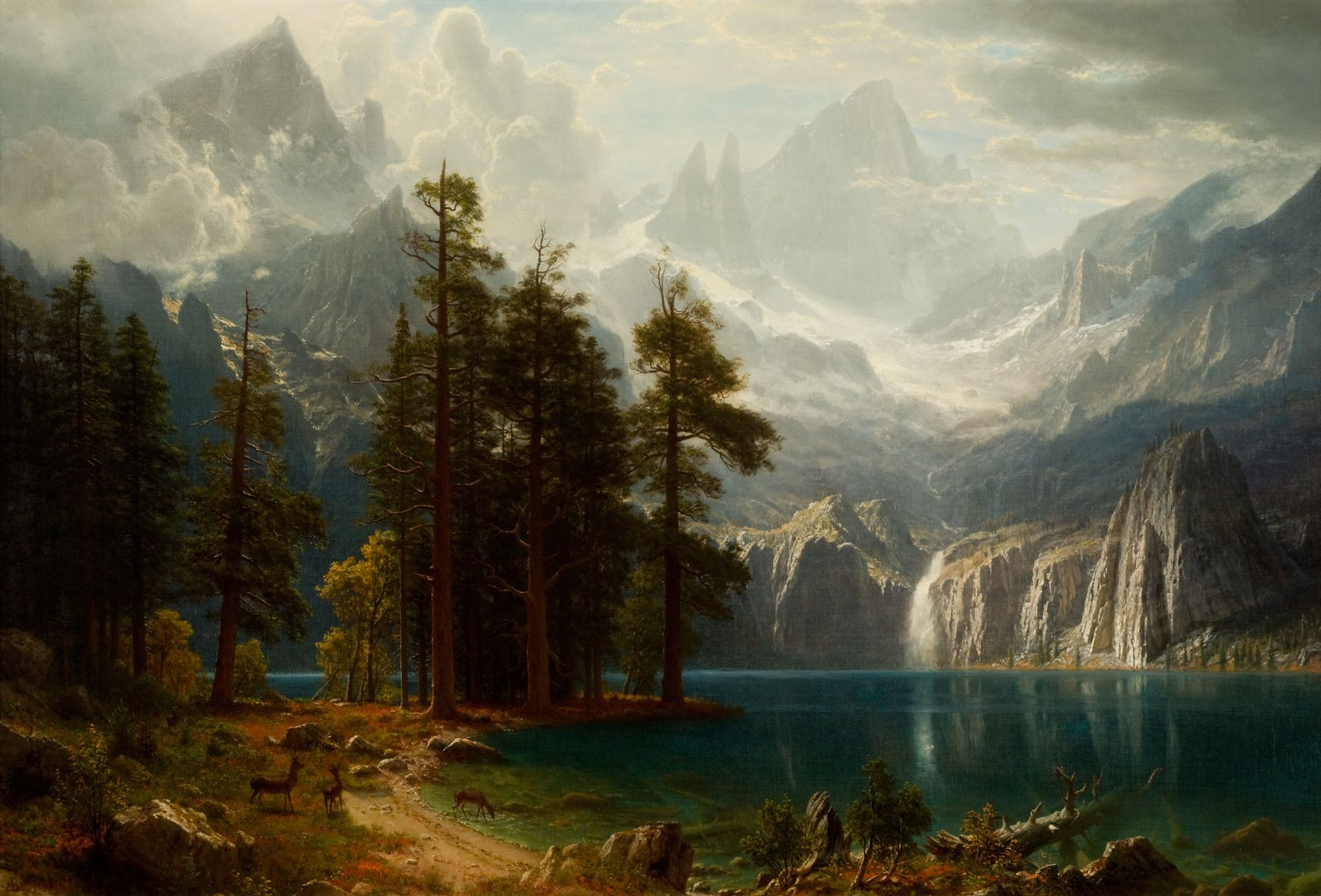
Сьєрра-Невада (бл. 1871–1873)
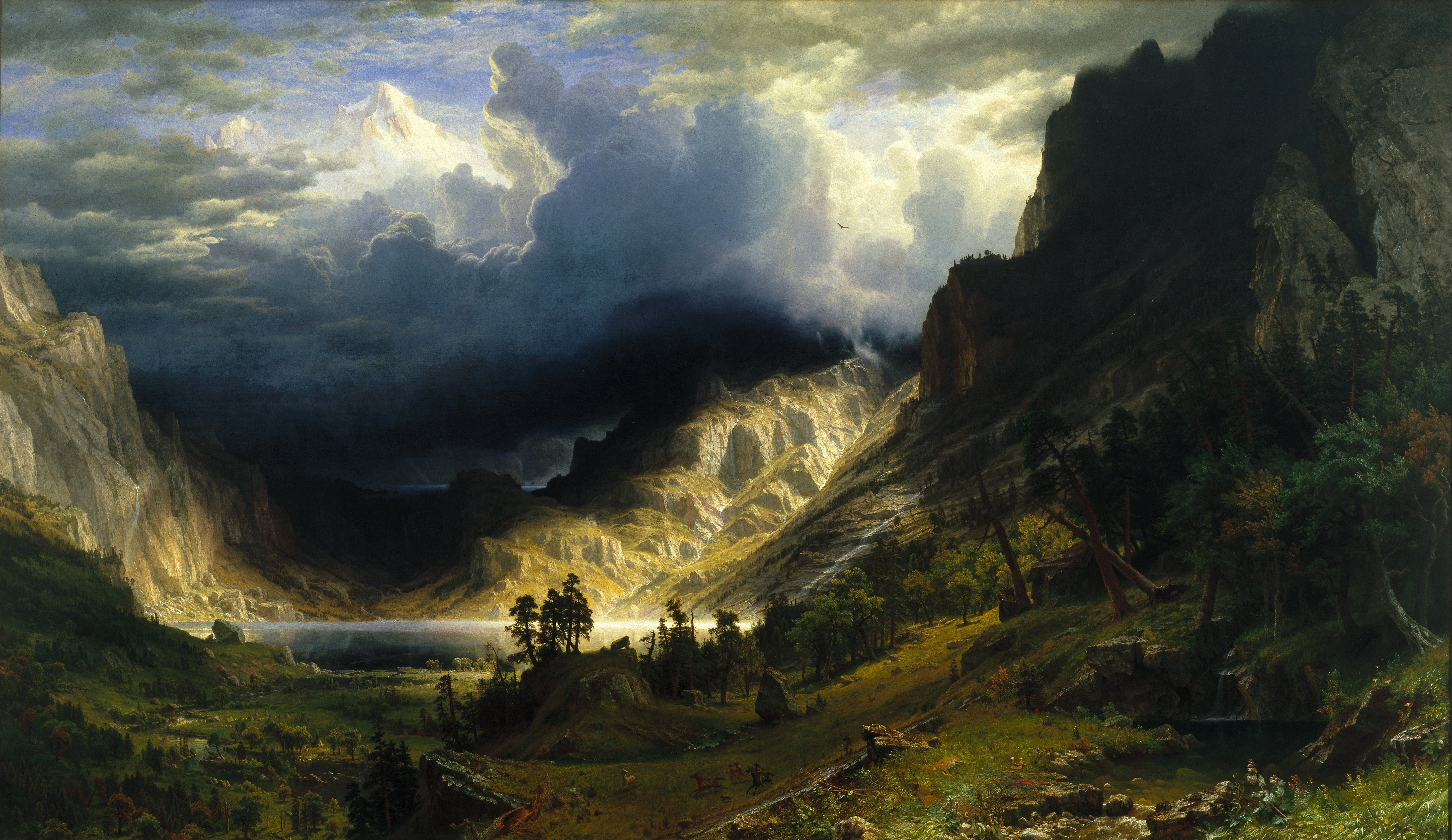
Шторм у Скелястих горах, гора Розалі (1866)
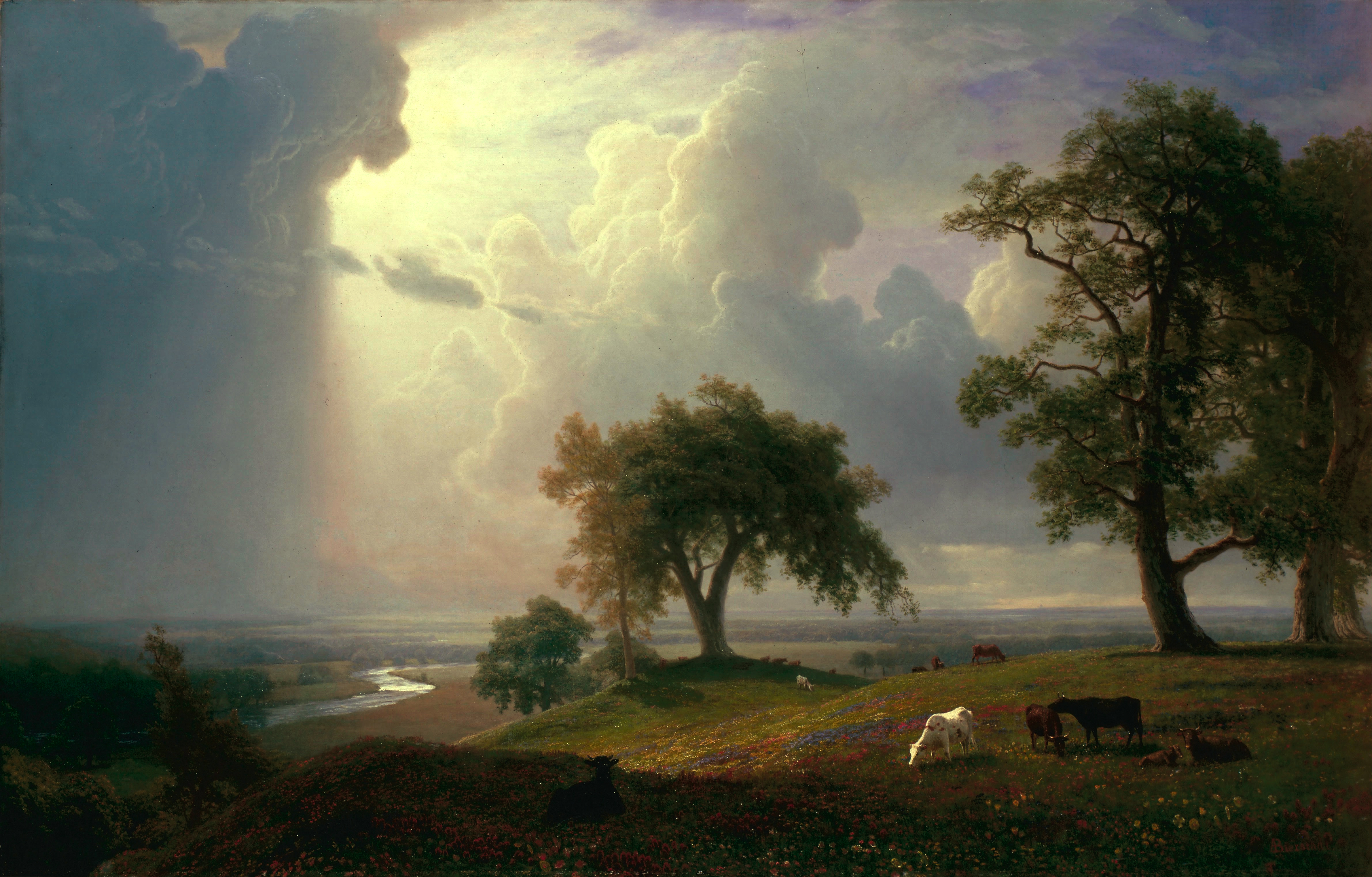
Весна у Каліфорнії, 1875